# Famille de Rochefort (Franche-Comté)
Pour les articles homonymes, voir Rochefort.
La famille de Rochefort, éteinte de nos jours, était originaire de Franche-Comté et tirait son nom de la terre de Rochefort près de Dole dans le Jura. Sa filiation prouvée remontait à Guy de Rochefort, trouvé en 1369.

## Histoire
La branche franc-comtoise fut illustrée au XVe siècle par deux chanceliers de France, Guillaume de Rochefort et son frère, Guy de Rochefort.
Une branche se fixa en Berry au XVIIe siècle. Cette branche qui plus tard aurait dérogé fut connue sous les titres de « marquis et comtes de Rochefort-Luçay » et fut illustrée par l'écrivain Edmond Rochefort (1790-1871) et son fils le journaliste et homme politique Henri Rochefort (1831-1913).

## Armes
Les armes de la famille de Rochefort sont :

D'azur semé de billettes d'or ; au chef d'argent, chargé d'un lion passant de gueules,.

ou :

Coupé d'argent et d'azur, l'argent chargé d'un lion passant et l'azur de neuf billettes d'or,.

## Généalogie descendante
```
Guy Henriat (ou Henriet), demeurant au bourg de 
Rochefort
, dans le Jura, dit Raiselin de Rochefort
[
6
]
, 
tabellion
 de 
Jean de Chalon
[
Lequel ?
]
-Auxerre
x
│
├──> Guyot de Rochefort
[
7
]
 (v.
1333
[
8
]
-
1382
[
9
]
), écuyer, prisonnier à 
Poitiers en 1356
, puis à Londres
[
8
]
 avec son maître 
Jean de Chalon
[
Lequel ?
]
-Auxerre, et grâce à sa participation
│       au 
traité de Brétigny
[
10
]
, obtient la seigneurie de Château-Rouillaud à 
Arc
 (25 novembre 1360)
[
8
]
, puis 
gruyer
 du 
bailliage d'aval au comté de Bourgogne
 (1373-1382)
[
11
]
 
│
├──> Florette de Rochefort
[
12
]

│     x ... de Lantenne
│     │
│     ├──> Hugues de Lantenne
│           x : Alix de Quingey
│    
└──> Pierre
[
13
]
 Raiselin de Rochefort
[
14
]
, écuyer, en possession (
mai 1385
[
13
]
) à 
Crissey
 d'un meix et maison de bois avec les appartenances et de nombreuses pièces de terre en ce même lieu,
        reconnaît que la vigne de Chassaigne à 
Menotey
 qu'il a eue par droit de 
mainmorte
 relève de la justice du prieuré de 
Jouhe
 (1362)
[
15
]
, fils de Henriet de Rochefort
[
16
]

      x
      │
      └──> Guyot de Rochefort
[
12
]
 (†
1417
)
            x
            │
            ├──> 
Jacques de Rochefort
[
17
]
,
[
18
]
 (†
1458
), écuyer sous 
Philippe le Bon

            │     x : Agnès de Cléron, dame de 
Pluvault
, et de 
Longeault
 (1442), fille d'Othenin, seigneur de 
Cléron
, et d'Antoinette Bourgeois
            │     │
            │     ├──> 
Guillaume de Rochefort
 (†
1492
), seigneur de 
Pluvault

            │     │     x(1) : Guye de Wourry (Vurry) (†
1487
)
            │     │     │
            │     │     ├──> Blaise de Rochefort
            │     │     │
            │     │     ├──> Guy (mort au berceau), 
ou
, Guillaume (†
1478
), 
ou
, Charles
            │     │     │
            │     │     ├──> Charlotte de Rochefort (†
1499
)
            │     │     │     x 
1489
 : Charles Bouton, seigneur du Fay et de Bosjan, fils d'Aimar et d'Anne Oiselet
            │     │     │
            │     │     └──> Louise de Rochefort
            │     │     │     x 
1488
 : Antoine Bouton, seigneur de Pierre et de Moisenant, 
3
e
 
fils
 d'Aimar Bouton
            │     │     │
            │     │     x(2) : Anne de la Trémoille, fille de 
Louis de la Trémoille
 et de Madeleine d'Azay
            │     │
            │     ├──> Étiennette (Stéphanie 
[
19
]
?)de Rochefort (†
1459
)
[
20
]
, abbesse de 
Molaise
 (1442-1459), dont on voit ses armes sur un vitrail de l'abbaye : 
« d'azur à huit billettes d'argent surmontées d'un lion »
[
21
]

            │     │
            │     ├──> 
Guy de Rochefort
 (
1447
-
1507
), seigneur de 
Pluvault

            │     │     x(1) : Catherine de Vurry (†
1482
), dame de 
Foucherans

            │     │     │
            │     │     ├──> Charlotte de Rochefort
            │     │     │     x : Jean II de Castelnau (†
1531
)
            │     │     │
            │     │     x(2) : Marie Chambellan (1470-1509), fille de Henri Chambellan et d'Alix de Berbizy
            │     │     │
            │     │     ├──> Jean de Rochefort (†
1536
), seigneur de 
Pluvault
, conseiller du roi, bailli de 
Dijon
, 
1
er
 
écuyer tranchant
 prisonnier avec le roi 
François I
er
 à 
Pavie
 en 
1525

            │     │     │     x 
1518
 : Antoinette de Châteauneuf, dame de 
Luçay
 
en Berri
 et de 
Gargilesse
, fille d'Antoine et d'Anne de Menou
            │     │     │     │
            │     │     │     ├──> Jean de Rochefort (après †
1533
), baron de 
Pluvault
, seigneur de Luçay
            │     │     │     │     x : Madeleine du Puy, fille de Vincent du Puy, seigneur de 
Vatan

            │     │     │     │
            │     │     │     ├──> Claude de Rochefort (†
1557
, 
bataille de Saint-Quentin
 portant le 
guidon
 de la Compagnie du 
maréchal
-seigneur de Bourdillon 
Imbert de La Plâtière
), panetier ordinaire du roi 
            │     │     │     │     x 
1545
[
22
]
 : Catherine de la Madeleine-de-Ragny (ou Magdelaine)
            │     │     │     │     │
            │     │     │     │     ├──> Joachim de Rochefort (v.
1546
-
1590
[
23
]
), capitaine des 50 hommes d'armes des ordonnances du roi
[
24
]

            │     │     │     │     │     x : Françoise de Liveron
            │     │     │     │     │     │
            │     │     │     │     │     ├──> Edme de Rochefort (après †
1626
), seigneur de 
la Boulaye
 (
marquisat
, 1619), conseiller du roi, lieutenant général du Nivernais
[
25
]
, gouverneur de 
Mâcon
 en 
1617

            │     │     │     │     │     │     x 
1578
 : Jacqueline-Philippe de Pontailler (†
1630
), dame de 
Châtillon-en-Bazois
, et de 
Chailly-sur-Armançon
, fille unique d'Antoine(Anatole)-Louis de Pontailler et d'Antoinette de Chastelus (Chastellux)
            │     │     │     │     │     │     │
            │     │     │     │     │     │     ├──> Roger de Rochefort (†
1644
, 
siège de Philippsbourg
), marquis de 
la Boulaye
, lieutenant de la Compagnie des gendarmes du duc d'Enghien 
Louis II de Bourbon-Condé

            │     │     │     │     │     │     │
            │     │     │     │     │     │     ├──> François de Rochefort (†
1690
), abbé 
de Vézelay
 et de St-Martin, marquis de 
la Boulaye
, conseiller d'État (1659)
            │     │     │     │     │     │     │     x 
1658
 : Madeleine Fouquet, fille de Christophe, comte de Chalain, 
2
e
 
président
 puis procureur-général 
parlement de Bretagne
, et de Mauricette de Kersandy
            │     │     │     │     │     │     │     │
            │     │     │     │     │     │     │     └──> Marie-Élisabeth de Rochefort (†
1690
)
            │     │     │     │     │     │     │           x : Nicolas de Chaugy, comte de Roussillon, 
lieutenant du roi
 en 
Bourgogne
 
            │     │     │     │     │     │     │
            │     │     │     │     │     │     ├──> Léonor de Rochefort (†
1630
)
            │     │     │     │     │     │     │
            │     │     │     │     │     │     ├──> ... de Rochefort, 
4
e
 
fils

            │     │     │     │     │     │     │
            │     │     │     │     │     │     ├──> ... de Rochefort, fille aînée, chanoinesse à Remiremont
            │     │     │     │     │     │     │
            │     │     │     │     │     │     ├──> Gabrielle de Rochefort
            │     │     │     │     │     │     │
            │     │     │     │     │     │     └──> Philippe de Rochefort (†
1611
)
            │     │     │     │     │     │    
            │     │     │     │     │     ├──> Érard de Rochefort (†
1630
), abbé 
de Vézelay
 (1601-1630)
            │     │     │     │     │     │
            │     │     │     │     │     ├──> Anne de Rochefort
            │     │     │     │     │           x : Léon de Semur (†
1615
), baron de Tremont, et de Hercy, gouverneur de 
Mâcon
 
            │     │     │     │     │
            │     │     │     │     ├──> Claude de Rochefort (†
1596
), seigneur de 
Luçay
, Sigy, Suilly, baron de 
Seignelay
 (en partie), panetier du roi (1554)
            │     │     │     │     │     x 
1573
 : Claude de la Rivière, fille de Jean, baron de la Rivière et de Seignelay, et d'Isabeau de Dinteville
[
26
]

            │     │     │     │     │     │
            │     │     │     │     │     ├──> François de Rochefort, baron de 
Luçay
, et de 
Vicq-sur-Nahon

            │     │     │     │     │     │     x 
1599
 : Silvine le Begue, fille de Guillaume, seigneur de la Borde et de Bagneux, et de Claude Chappeau, dame de la Bourdillière
            │     │     │     │     │     │     │
            │     │     │     │     │     │     ├──> Claude de Rochefort (
1609
-
1681
), comte de 
Luçay
, et du 
Menestreau
 en 
Nivernais
, ...
            │     │     │     │     │     │     │     x(1) 
1631
 : Anne de Brouilly (veuve de Guillaume, fils de 
Guillaume Pot
, seigneur de Rhode), fille de Charles, marquis de Piennes, seigneur de Mesvillier, et de Madeleine-Renée de Rochefort-la-Croisette
            │     │     │     │     │     │     │     │
            │     │     │     │     │     │     │     ├──> Samson (
1635
-
1657
), dit 
le marquis
 de Luçay, maître de camp du régiment de Luçay, cavalerie
            │     │     │     │     │     │     │     │
            │     │     │     │     │     │     │     ├──> Charles-Joseph de Rochefort (†
1686
), comte de Rochefort, seigneur de 
Luçay-le-Mâle
, de 
Coulanges
 près de 
Bourges
, ...
            │     │     │     │     │     │     │     │     x 
1677
 : Renée (ou Nerée) de Messemé (†
1708
), fille de Jacques de Messemé-du-Cormier, seigneur de Talvois
            │     │     │     │     │     │     │     │     │
            │     │     │     │     │     │     │     │     ├──> François de Rochefort (
1677
-
1749
), comte de Rochefort, et de 
Luçay

            │     │     │     │     │     │     │     │     │     x 
1704
 : Louise de Beauvau (†
1753
), fille héritière de Jacques-Louis, seigneur de la Brosse, de Theniou, et de Lormet; et de Madeleine Monot-de-Manay
            │     │     │     │     │     │     │     │     │     │
            │     │     │     │     │     │     │     │     │     ├──> François-Louis (1705-), dit 
le marquis de Rochefort
, 
page
 de la Chambre du roi, sous le 
Duc d'Aumont
 son oncle, en 
1708
, puis 
mousquetaire
 sous 
d'Artagnan

            │     │     │     │     │     │     │     │     │     │
            │     │     │     │     │     │     │     │     │     ├──> Marie-Louise (1706-)
            │     │     │     │     │     │     │     │     │     │
            │     │     │     │     │     │     │     │     │     ├──> Marie-Bertrande (1708-)
            │     │     │     │     │     │     │     │     │     │     x 
1743
 : ..., comte de Vere, gentilhomme de Basse-Normandie
            │     │     │     │     │     │     │     │     │     │
            │     │     │     │     │     │     │     │     │     └──> Marie-Renée-Suzanne ((1710-)
            │     │     │     │     │     │     │     │     │
            │     │     │     │     │     │     │     │     ├──> Dominique de Rochefort (1684-), chevalier, seigneur de la 
Cour-au-Berruyer

            │     │     │     │     │     │     │     │     │     x 
1718
 : Jeanne-Baptiste de Dauldin, fille de René, seigneur de Courneuve
            │     │     │     │     │     │     │     │     │     │
            │     │     │     │     │     │     │     │     │     ├──> Gabrielle-Anne (1721-)
            │     │     │     │     │     │     │     │     │     │
            │     │     │     │     │     │     │     │     │     ├──> Charles-François (1723-)
            │     │     │     │     │     │     │     │     │     │
            │     │     │     │     │     │     │     │     │     ├──> Dominique-Toussaint (1725-)
            │     │     │     │     │     │     │     │     │
            │     │     │     │     │     │     │     │     ├──> Anne-Louise (1685-1686)
            │     │     │     │     │     │     │     │     │
            │     │     │     │     │     │     │     │     └──> Françoise (1787-), morte jeune
            │     │     │     │     │     │     │     │
            │     │     │     │     │     │     │     ├──> Dominique (
1641
-
1704
), seigneur de Bois-Mortier, et de l'Allemandière, 
chevalier de Malte

            │     │     │     │     │     │     │     │     x : Anne Humblot
            │     │     │     │     │     │     │     │     │
            │     │     │     │     │     │     │     │     ├──> Jean (1671-), seigneur de l'Allemandière, maître de camp de cavalerie
            │     │     │     │     │     │     │     │     │
            │     │     │     │     │     │     │     │     ├──> Élisabeth (1686-), religieuse aux augustines de Vierzon
            │     │     │     │     │     │     │     │     │
            │     │     │     │     │     │     │     │     ├──> Anne (1688-1702)
            │     │     │     │     │     │     │     │     │
            │     │     │     │     │     │     │     │     ├──> Louise (1691-)
            │     │     │     │     │     │     │     │
            │     │     │     │     │     │     │     │     x 
1699
 : Jeanne du Fresne 
            │     │     │     │     │     │     │     │     │
            │     │     │     │     │     │     │     │     ├──> Pierre de Rochefort (1700-1729)
            │     │     │     │     │     │     │     │     │     x 
1729
 : Marie-Angélique Mauduyt (veuve de son cousin Étienne-Nerée)
            │     │     │     │     │     │     │     │     │
            │     │     │     │     │     │     │     │     ├──> Dominique (1702-), abbé de 
Chenoise

            │     │     │     │     │     │     │     │     │
            │     │     │     │     │     │     │     │     └──> Françoise-Bonne (1704-)
            │     │     │     │     │     │     │     │
            │     │     │     │     │     │     │     ├──> Aimé-Charles-François (
1645
-
1712
), seigneur de 
Coulanges
 
            │     │     │     │     │     │     │     │     x 
1689
 : Marie Chollet (†
1719
)
            │     │     │     │     │     │     │     │     │
            │     │     │     │     │     │     │     │     └──> Étienne-Nerée de Rochefort (
1645
-
1726
), baron de 
Coulanges

            │     │     │     │     │     │     │     │           x 
1721
 : Marie-Angélique Mauduyt (se remarie (1729) avec Pierre de Rochefort, cousin germain), fille de François, seigneur de Courbat 
            │     │     │     │     │     │     │     │           │
            │     │     │     │     │     │     │     │           └──> Étienne-Maximilien de Rochefort (1723-1727)
            │     │     │     │     │     │     │     │
            │     │     │     │     │     │     │     ... + 1 garçon et 7 filles
            │     │     │     │     │     │     │     │
            │     │     │     │     │     │     │     x(2) 
1660
 : Madeleine Hotman (veuve d'Hélie d'Aligé), fille de Thimoléon, seigneur de Fontenay, et de Marie de Mancel 
            │     │     │     │     │     │     │
            │     │     │     │     │     │     ├──> Louise de Rochefort (†
1629
)
            │     │     │     │     │     │     │     x : Philibert d'Anlezy, seigneur du Moulin et de Lassay en Sologne
            │     │     │     │     │     │     │
            │     │     │     │     │     │     ├──> Claude de Rochefort
            │     │     │     │     │     │     │     x 
1627
 : Louis de Marolles, seigneur de la Rochere, fils de Claude, et d'Agathe de Châtillon
            │     │     │     │     │     │     │
            │     │     │     │     │     │     ├──> Anne de Rochefort
            │     │     │     │     │     │     │     x 
1630
 : Claude, baron de la Loë, seigneur de Poissy, du Sablon, ..., capitaine-lieutenant des gendarmes du duc d'Enghien
            │     │     │     │     │     │     │
            │     │     │     │     │     │     ├──> Charlotte, religieuse
            │     │     │     │     │     │     │
            │     │     │     │     │     │     └──> Renée, religieuse en 
Bourgogne
   
            │     │     │     │     │     │
            │     │     │     │     │     ├──> Louise de Rochefort
            │     │     │     │     │     │     x 
1602
 : Jacques de Menou, seigneur de Mée, fils de Jean, et de Catherine Quinaut
            │     │     │     │     │     │
            │     │     │     │     │     ├──> Claude de Rochefort
            │     │     │     │     │     │     x : Antoine de Roux, seigneur de Tachy
            │     │     │     │     │     │
            │     │     │     │     │     ├──> Charlotte, abbesse de 
Rougemont

            │     │     │     │     │     │
            │     │     │     │     │     └──> Lucrèce-Madeleine de Rochefort, religieuse à 
Saint-Jean-le-Grand d'Autun
 (1596), abbesse de 
Rougemont
 près d'
Aisy-sur-Armançon
 en Bourgogne
            │     │     │     │     │
            │     │     │     │     └──> Imbert de Rochefort (†
1592
, au 
retour de l'armée
 de 
Caudebec
), seigneur de Ville-Dieu, et de Beauvais 
            │     │     │     │           x 
1588
 : Françoise (ou Louise) de Crevant, fille de Jean, seigneur de Cingé, et de Jacquette de Reillac (ou Louise de Villac)
[
18
]

            │     │     │     │           │
            │     │     │     │           ├──> Charlotte de Rochefort
            │     │     │     │           │     x : Charles de Gaucourt, seigneur de Bouesses
            │     │     │     │           │
            │     │     │     │           ├──> Madeleine de Rochefort
            │     │     │     │           │     x : François l'Évêque, seigneur de Marconnais-Sanzay
            │     │     │     │           │
            │     │     │     │           └──> Hélène de Rochefort
            │     │     │     │                 x : Jean de Barville, seigneur du Bois-Landry
            │     │     │     │     
            │     │     │     ├──> René de Rochefort, seigneur de la Croisette, de 
Rochefort-sur-Armançon
, et de 
Frôlois
, 
États Généraux de Bourgogne
 (1575-1577)
[
27
]
, 
chevalier des ordres du roi
 (1583)
            │     │     │     │     x: Jeanne Hurault, fille de Jean, seigneur de Veuil et du Marais, et de Jeanne Raguier
            │     │     │     │     │
            │     │     │     │     ├──> Jean de Rochefort (†
1604
), seigneur de la Croisette, capitaine de 100 hommes d'armes
            │     │     │     │     │     x 
1582
 : Anne de Sautour, fille de François, et Roberte de Vienne de Clervault
            │     │     │     │     │
            │     │     │     │     ├──> Anne de Rochefort, seigneur de Mareuil, x 
1585
 : Charlotte de Sautour, sœur de la précédente.
            │     │     │     │     │     │
            │     │     │     │     │     ├──> Madeleine-Renée de Rochefort
            │     │     │     │     │     │     x 
1607
 : Charles de Brouilly, marquis de Piennes, gouverneur du Châtelet
            │     │     │     │     │     │
            │     │     │     │     │     └──> Françoise-Aimée de Rochefort (†
1644
)
            │     │     │     │     │           x : Nicolas de Brichanteau, marquis de Nangis, frère de 
Benjamin
, fils d'
Antoine
, amiral de France, et d'Antoinette de La Rochefoucauld
            │     │     │     │     │
            │     │     │     │     ├──> René de Rochefort (†
1570
), 
chevalier de Malte

            │     │     │     │     │
            │     │     │     │     ├──> Antoine de Rochefort († 
1623
), baron de 
Frôlois

            │     │     │     │     │     x : Anne de Salins, dame de Corrabœuf .                                              
            │     │     │     │     └──> Anne de Rochefort
            │     │     │     │           x 
1577
 : Martin des Hayes d'Espinay, seigneur du Bois-Guerout    
            │     │     │     │
            │     │     │     └──> Charlotte de Rochefort
            │     │     │           x 
1538
 : Edme de Prie, baron de 
Toucy
, et de Montpoupon, fils d'
Aymar de Prie
, et de Claudine de la Baume
            │     │     │
            │     │     ├──> Louis de Rochefort (†
1563
)
            │     │     │
            │     │     └──> Gabrielle de Rochefort
            │     │           x 
1517
 : Léonard, baron de Saint Julien
            │     │
            │     ├──> Louise de Rochefort
            │     │     x : Simon Cortelery, seigneur d'Audevil
            │     │
            │     └──> Jeanne de Rochefort
            │           x : Aubert de Rougemont, chevalier
            │ 
            └──> Jean de Rochefort (†
1442
)
[
28
]
, écuyer, Maître de l'artillerie de Bourgogne de 
Philippe le Bon
, 
bailli
 d'
Auxois
 (1391) de 
Philippe le Hardi
, duc de Bourgogne, 
                 
États Généraux de Bourgogne
 (1390)
[
29
]
, lieutenant de la chancellerie à 
Châtillon
```